# Lac Charron (rivière Normandin)
Pour les articles homonymes, voir Charron.
Le lac Charron est un plan d'eau douce du territoire non organisé de Lac-Ashuapmushuan, dans la partie Nord-Ouest de la municipalité régionale de comté (MRC) Le Domaine-du-Roy, dans la région administrative du Saguenay-Lac-Saint-Jean, dans la province de Québec, au Canada. Ce lac s’étend entièrement dans le canton de Charron.
La foresterie constitue la principale activité économique du secteur. Les activités récréotouristiques arrivent en second.
La route forestière route 167 reliant Chibougamau à Saint-Félicien passe sur la rive Ouest du lac Charron. Le chemin de fer du Canadien National longe cette route.
La surface du lac Charron est habituellement gelée du début novembre à la mi-mai, toutefois la circulation sécuritaire sur la glace se fait généralement de la mi-novembre à la mi-avril.

## Géographie
Le lac Charron comporte une longueur de 5,4 km, une largeur maximale de 2,8 km et une altitude de 399 m. Le contour du lac ressemble à la lettre M déformée. Une presqu’île se détache de la rive Nord, près de l’embouchure de la rivière Boisvert et s’étire sur 1,4 km vers le Sud. Ce lac compte 35 îles dont la plus grande a une longueur de 0,7 km. Le hameau
Rivière-Boisvert est localisé à l’embouchure du lac, soit le long de la route 167 où un site de camping est aménagé.
L’embouchure du lac Charron est localisé à :
- 18,7 km au nord-ouest de l’embouchure du lac Nicabau dont la partie sud est traversée par la rivière Normandin ;
- 32,0 km au nord-ouest de l’embouchure du lac Poutrincourt ;
- 43,9 km à l’ouest de l’embouchure de la rivière Normandin (confluence avec le lac Ashuapmushuan) ;
- 162,9 km au nord-ouest de l’embouchure de la rivière Ashuapmushuan (confluence avec le lac Saint-Jean) ;
- 201,4 km à l’ouest de l’embouchure du lac Saint-Jean (confluence avec la rivière Saguenay)[1].

Les principaux bassins versants voisins du lac Charron sont :
- côté nord : rivière Boisvert, lac Boisvert, rivière Armitage, rivière Énard, lac Chibougamau ;
- côté est : rivière de la Coquille, rivière Chaudière, rivière Ashuapmushuan ;
- côté sud : lac Nicabau, lac Rohault, rivière Normandin, lac Bouteroue ;
- côté ouest : lac Malo, lacs Obatogamau, lac Nemenjiche, rivière Nemenjiche, rivière Opawica.

La rivière Boisvert se déverse au fond d’une baie sur la rive Nord-Est du lac Charron que le courant traverse sur 4,3 km jusqu’à son embouchure situé au pont de la route 167. De là, le courant traverse le Lac la Blanche sur 7,4 km, le Lac Jourdain sur 9,8 km et le lac Nicabau sur 9,7 km jusqu’au barrage à son embouchure. De là, le courant descend vers le Sud-Est la rivière Normandin sur 38,7 km, jusqu’à la rive Nord-Ouest du lac Ashuapmushuan. Puis, le courant emprunte le cours de la rivière Ashuapmushuan qui se déverse à Saint-Félicien (Québec) sur la rive Ouest du lac Saint-Jean.

## Toponymie
Jadis, ce plan d’eau était désigné « lac la Blanche » à cause de son extension vers le Nord de l’actuel « lac la Blanche ». Le terme "Charron" constitue un patronyme de famille d'origine française.
Le toponyme « lac Charron » a été officialisé le 5 décembre 1968 par la Commission de toponymie du Québec, soit à la création de cette commission.